# Aptesis ochrostoma
Aptesis ochrostoma là một loài tò vò trong họ Ichneumonidae.